# Daniel Caggiani
Daniel Caggiani (nascut el 20 de juliol del 1983 a Montevideo, Uruguai) és un polític uruguaià qui pertany al Moviment de Participació Popular (MPP), que forma part del partit Front Ampli. Caggiani és diputat d'ençà l'any 2010 i és president del Mercosur des del 2019. Va realitzar els seus estudis primaris a l'escola nº105 “Carlos Vaz Ferreira” del barri Solís a Montevideo. La secundària la va cursar al liceu nº18 i el batxillerat al liceu IBO. Actualment cursa la llicenciatura en desenvolupament a la facultat de ciències socials de la Universitat de la República.